# هانس شتاينر
هانس شتاينر (بالإنجليزية: Hans Steiner)‏ هو طبيب نفسي أمريكي، ولد في 27 يونيو 1946.